# The Fifth Element
The Fifth Element (tiếng Pháp: Le Cinquième Élément) là một bộ phim điện ảnh đề tài hành động khoa học viễn tưởng nói tiếng Anh của Pháp công chiếu năm 1997, do Luc Besson làm đạo diễn kiêm đồng tác giả kịch bản. Phim có sự tham gia diễn xuất của Bruce Willis, Gary Oldman và Milla Jovovich. Lấy bối cảnh chính vào thế kỉ 23, nội dung phim là câu chuyện về sinh mệnh của hành tinh Trái Đất được đặt lên vai Korben Dallas (Willis) – một cựu thiếu tá của lực lượng đặc nhiệm hiện đang làm tài xế taxi, sau khi một cô gái trẻ (Jovovich) rơi xuống chiếc taxi của anh. Nhằm cứu nguy Trái Đất và cả vũ trụ, Dallas đã hợp tác với cô gái kia để đi lấy lại 4 viên đá phép thuật – những vật cần thiết để bảo vệ Trái Đất khỏi nguy cơ bị một thực thể vũ trụ ác độc sắp tấn công.
Besson bắt đầu xây dựng cốt truyện cho The Fifth Element năm ông 16 tuổi; đến năm Besson 38 tuổi tác phẩm của ông mới ra rạp. Besson muốn ghi hình bộ phim tại Pháp nhưng cơ sở vật chất tại đây lại không phù hợp với tiêu chí của ông; do đó ông đã chuyển địa điểm ghi hình sang Luân Đôn và Mauritania. Hai nghệ sĩ vẽ truyện tranh Jean "Moebius" Giraud và Jean-Claude Mézières là tác giả của những cuốn sách tạo nên nguồn cảm hứng cho một vài phân đoạn trong phim; họ đã được thuê cho vị trí thiết kế sản xuất phim, còn phần thiết kế phục trang do Jean-Paul Gaultier đảm nhiệm.
The Fifth Element chủ yếu nhận được những đánh giá tích cực, dù gây nhiều ý kiến trái chiều trong giới phê bình. Phim giành một số chiến thắng tại giải BAFTA, giải César, Liên hoan phim Cannes và giải Lumières, nhưng lại bị xướng đề cử ở giải Mâm xôi vàng và Stinkers Bad Movie Awards. The Fifth Element gặt hái thành công về mặt tài chính, thu về hơn 263 triệu USD so với kinh phí bỏ ra là 90 triệu USD. Đây là tác phẩm điện ảnh có kinh phí đắt nhất của châu Âu từ trước đến nay và vẫn giữ danh hiệu phim điện ảnh Pháp có doanh thu phòng vé quốc tế cao nhất cho đến trước khi The Intouchables ra rạp năm 2011.

## Chú giải
1. ↑  Conflicting sources stated the film's budget to be various figures between $50 million and $100 million, however, $90 million is the most frequently cited figure, and is also the figure cited by Besson in his book, The Story of The Fifth Element.